# Ivan Moravec
Ivan Moravec (9 de noviembre de 1930-27 de julio de 2015) fue un pianista de concierto checo cuyas artes interpretativas y carrera discográfica, que abarca casi medio siglo, le hicieron ser famoso en el mundo entero.

## Carrera musical
La primera afición musical de Moravec fue la ópera, a la cual asistió desde que era un niño con su padre. Inició sus estudios de piano más tarde con Erna Grünfeld (sobrina del pianista austríaco Alfred Grünfeld). A los 20 años ingresó en el Conservatorio de Praga y luego en la Academia de Bellas Artes de Praga, donde estudió con Ilona Štěpánová-Kurzová, hija de Vilém Kurz. En 1957, después de escuchar tocar el piano a Moravec, Arturo Benedetti Michelangeli le invitó a asistir a clases magistrales en Arrezzo ese mismo verano.
A finales de 1950, una cinta de audio de un recial de Praga circuló por occidente. Poco después, Connoisseur Society, una pequeña empresa discográfica de audiófilos americanos, negociaron con las autoridades checas para contratar al joven Moravec. En 1962 viajó a Nueva York para crear la primera de sus muchas grabaciones, y en 1964 George Szell le invitó a participar en la Orquesta de Cleveland. Así comenzó su carrera de conciertos internacionales.
Ivan Moravec actuó con los mayores recitales de Chopin, Debussy, Beethoven y Mozart, así como con compositores checos. Ha tocado con la mayoría de las principales orquestas sinfónicas del mundo, y entre su repertorio de conciertos de piano se encuentra más de una docena de obras de Mozart, Beethoven, Brahms, Schumann, Ravel, Prokófiev y Franck. Moravec ha sido un dedicado profesor de piano en Praga y frecuentemente dio clases magistrales cuando viajaba.
Las grabaciones de Moravec para la Connoisseur Society se destacan por su calidad audiófila, y casi todos ellos siguen estando disponibles, mucho después de la era del LP, reeditados en CD. En 1998 una recopilación de 2 CD de grabaciones de Ivan Moravec se publicó como parte de la serie histórica Philips, Grandes Pianistas del Siglo XX.
En 2010, Ivan Moravec festejó sus 80 años. Se organizó un concierto el 4 de diciembre de 2010 en su honor, en el curso del cual dos de sus antiguos alumnos, Václav Mácha y Jaroslava Pěchočová interpretaron el concierto para dos pianos de Bohuslav Martinů, con la Prague Philharmonia, bajo la dirección de Jiří Bělohlávek.
Moravec murió el 27 de julio de 2015, a la edad de 84 años.

## Condecoraciones
- Ivan Moravec fue recientemente galardonado con el Premio Carlos IV, el reconocimiento más prestigioso de la República Checa en servicio de la humanidad.
- En 2000, el presidente Václav Havel le hizo entrega de la Medalla al Mérito por sus destacados logros artísticos.
- En 2002 fue galardonado con el Premio de Música Clásica de Cannes por sus logros en la vida.

## Estilo interpretativo
Denominado « el poeta del piano », el estilo cantábile de Ivan Moravec se caracteriza par un toque extremadamente suave y una búsqueda permanente de la estética, aliados a una técnica intachable.

## Discografía
Ivan Moravec ha grabado según las épocas para los sellos Supraphon, Vox, Connoisseur Society (reeditados por VAI Audio), Nonesuch, Athena, Dorian, Philips y Haenssler.
- Chopin, Scherzos (noviembre de 1989, Dorian DOR-90140 / Brilliant Classics) (OCLC 25252489)
- Chopin, Nocturnos (1970, 2CD Nonesuch/Warner)

- Moravec plays Chopin, Connoisseur Society (1969) (CS-2019)
- Debussy: Preludes, Clair de lune, Children's Corner Suite, Connoisseur Society (1967)
- Piano Works—Debussy: Jardins sous la Pluie (Estampes), Suite, La Puerta del Vino, Ondine, Feuilles mortes, Ravel: Sonatine, Athena Records (1990) (ALSY-10002) (LP)

- Mozart, Conciertos para piano no 20 et 23 - Academy of St Martin-in-the-Fields, dir. Neville Marriner (Haenssler CD 98.142)13 (OCLC 5692509077)
- Mozart, Conciertos para piano no 24 et 25 - Academy of St Martin-in-the-Fields, dir. Neville Marriner (Haenssler CD 98.955) (OCLC 5692557097)
- Schumann, Concierto para piano, Escenas infantiles y Franck, Variations symphoniques - Orquesta Filarmónica Checa, dir. Václav Neumann (1976 y 1987, Supraphon SU 3508-2)14
- Smetana, Suk, Oldrich Korte : Obras para piano (1962 et concert 1984, Suraphon SU 3509-2)14
- Moravec toca Chopin, Debussy, Franck, Ravel ("Grandes Pianistas del Siglo XX vol. no 71" 2CD Philips 456 910-2) (OCLC 491968992)